# Ochagavia andina
Ochagavia andina är en gräsväxtart som först beskrevs av Rodolfo Amando Philippi, och fick sitt nu gällande namn av Zizka, Trumpler och Zöllner. Ochagavia andina ingår i släktet Ochagavia och familjen Bromeliaceae. Inga underarter finns listade i Catalogue of Life.